# Deuterocopinae
A Deuterocopinae a valódi lepkék (Glossata) alrendjébe tartozó Heteroneura alrendágba sorolt tollasmolyfélék (Pterophoridae) családjának egyik alcsaládja négy nemmel

## Elterjedésük, élőhelyük
Fajaik jellemzően az újvilági trópusok flórabirodalmában (Neotropis) élnek; Európából egy fajuk sem ismert.